# Mike Monroney
Mike Monroney (Oklahoma City, 1902. március 2. – Rockville, 1980. február 13.) az Amerikai Egyesült Államok szenátora (Oklahoma, 1951–1969).